# (1780) Kippes
(1780) Kippes es un asteroide perteneciente al cinturón de asteroides descubierto por August Kopff desde el observatorio de Heidelberg-Königstuhl, Alemania, el 12 de septiembre de 1906.

## Designación y nombre
Kippes se designó inicialmente como A906 RA.
Más tarde, fue nombrado en honor del astrónomo aficionado alemán Otto Kippes (1905-1994).

## Características orbitales
Kippes está situado a una distancia media del Sol de 3,015 ua, pudiendo acercarse hasta 2,855 ua. Tiene una excentricidad de 0,05325 y una inclinación orbital de 9,004°. Emplea 1912 días en completar una órbita alrededor del Sol.